# Källoken
Källoken är en sjö i Rättviks kommun i Dalarna och ingår i Dalälvens huvudavrinningsområde.